# Root (zespół muzyczny)
Root – czeska grupa muzyczna wykonująca black metal. Zliczana do prekursorów gatunku w Czechach. Powstała w 1987 roku w Brnie z inicjatywy perkusisty Jiříego "Big Bossa" Waltera oraz gitarzysty Petra "Blackiego" Hošeka. Do 2007 roku formacja wydała osiem albumów studyjnych oraz szereg pomniejszych wydawnictw pozytywnie ocenianych zarówno przez krytyków muzycznych jak i publiczność. Grupie przewodzi Jiří "Big Boss" Walter, który od 1989 roku pełni funkcję wokalisty. Muzyk pozostaje także jedynym członkiem oryginalnego składu. Charakterystyczną cechą Root był brak w składzie basisty przez niemal dwanaście lat działalności.

## Historia
Grupa powstała pod koniec 1987 roku w Brnie z inicjatywy perkusisty Jiříego "Big Bossa" Waltera oraz gitarzysty Petra "Blackiego" Hošeka. Wkrótce potem skład uzupełnili gitarzysta Zdeněk "Mr. Zet" Odehnal oraz wokalista Robert "Dr. Fe" Krčmář. Po odbyciu szeregu prób muzycy zarejestrowali debiutanckie demo zatytułowane Reap of Hell, które ukazało się w 1988 roku. Z kolei we wrześniu grupa dała pierwszy koncert. Następnie zespół zarejestrował drugie czteroutworowe demo pt. War of Rats (1988). Jeszcze w 1988 roku ukazała się kaseta VHS pt. Death Metal Session II.. Wydawnictwie znalazł się zapis występów zespołów: Törr, Krabator, Moriorr, Abax, Tormentor i Root. Nagrania zostały zarejestrowane w praskim domu kultury 17 listopada 1988 roku. Z końcem roku skład opuścił Odehnal, którego zastąpił Petr "Mr. Cross" Kříž. Na początku 1989 roku ukazało się trzecie demo Root pt. Messengers from Darkness. Był to ostatni materiał z Walterem jako perkusistą, który przejął obowiązki Krčmářa. Nowym perkusistą został Rostislav "Black Drum" Mozga, natomiast Kříža zastąpił Petr "Mr. Death" Pálenský. W odnowionym składzie powstało demo pt. The Trial (1989). Z końcem 1989 formację opuścił Pálenský, którego zastąpił Dan "Mr. D.A.N." Janáček.
W 1990 roku muzycy samodzielnie wydali singel pt. 7 černých jezdců / 666. Tego samego roku nakładem wytwórni Zeras ukazał się debiutancki album Root zatytułowany Zjevení. W ramach promocji muzycy zrealizowali teledysk do utworu "Hrbitov", który jednakże nie znalazł się na debiucie. W 1991 roku ukazał się drugi album pt. Hell Symphony. Był to pierwszy album z tekstami w języku angielskim, a także ostatni materiał z Mozgą w składzie. Rok później skład uzupełnił perkusista Rene "Evil" Kostelnak. Trzecia płyta zespołu zatytułowana The Temple in the Underworld ukazała się w 1992 roku nakładem firmy Monitor. Nagrania były promowane teledyskiem do utworu "Aposiopesis". W 1996 roku nakładem Black Hole został wydany czwarty album Root pt. Kärgeräs. Nagrana w trzyosobowym składzie płyta była pierwszym albumem koncepcyjnym w historii działalności Root. W 1999 roku ukazał się piąty album formacji zatytułowany The Book. Rok później skład uzupełnił basista Igor Hubík. 
W 2001 roku została wydana szósta płyta Root pt. Black Seal. Siódmy album grupy pt. Madness of the Graves ukazał się w 2003 roku. Również w 2003 roku nakładem AJNA Offensive ukazał się split Root z grupą Atomizer oraz kompilacja pt. Dema. Rok później ukazało się pierwsze DVD kwintetu pt. Hell Tour 2004 oraz kaseta VHS pt. The Devil's Diary. Również w 2004 roku skład opuścił wieloletni gitarzysta Hošek. W 2005 roku został wydany pierwszy album koncertowy grupy pt. Capturing Sweden - Live in Falkenberg. Na początku 2006 roku do składu dołączył gitarzysta Aleš "Poison" Jedonek. W 2006 roku ukazał się pierwszy minialbum Root pt. Casilda. Również w 2006 roku ukazało się drugie DVD formacji pt. Deep in Root. W 2007 roku grupa wydała ósmy album studyjny zatytułowany Daemon Viam Invenient, promowane teledyskiem do utworu "Sonata of the Chosen Ones". Po nagraniach skład opuścił Jedonek. W 2008 roku funkcję perkusisty objął Marek "Deadly" Fryčák. Z kolei Kostelnak został gitarzystą. Jiří "Big Boss" Walter i Igor Hubík wystąpili gościnnie na minialbumie zespołu Behemoth pt. Ezkaton (2008). Fryčák opuścił zespół niespełna rok później, a jego obowiązki przejął Peter Hrnčiřík. W 2010 roku skład opuścił Hrnčiřík, którego zastąpił Pavel Kubát.

## Muzycy
| Obecny skład zespołu - Jiří "Big Boss" Walter - perkusja (1987-1989), wokal (od 1989) - Jan Konečný - gitara (od 2011) - Marek "Ashok" Šmerda - gitara (od 1998) - Igor Hubík - gitara basowa (od 2000) - Pavel Kubát - perkusja (od 2010) | Byli członkowie zespołu - Petr "Blackie" Hošek - gitara (1987-2004) - Zdeněk "Mr. Zet" Odehnal - gitara (1988) - Robert "Dr. Fe" Krčmář - wokal (1988-1989) - Rostislav "Black Drum" Mozga - perkusja (1989-1991) - Petr "Mr. Cross" Kříž - gitara (1989) - Petr "Mr. Death" Pálenský - gitara (1989) - Dan "Mr. D.A.N." Janáček - gitara (1990-1992) - Aleš "Poison" Jedonek - gitara (2006-2007) - Rene "Evil" Kostelnak - perkusja (1992-2008), gitara (2008-2011) - Marek "Deadly" Fryčák - perkusja (2008-2009) - Peter Hrnčiřík - perkusja (2009-2010) |

## Dyskografia
| Albumy - Zjevení (1990, Zeras) - Hell Symphony (1991, Zeras) - The Temple in the Underworld (1992, Monitor) - Kärgeräs (1996, Black Hole) - The Book (1999, Redblack) - Black Seal (2001, Redblack) - Madness of the Graves (2003, Redblack) - Casilda (EP, 2006, Shindy Productions) - Daemon Viam Invenient (2007, Shindy Productions) - Heritage of Satan (2011, Agonia Records) Albumy koncertowe - Capturing Sweden - Live in Falkenberg (2005, Monster Nation) | Dema - Reap of Hell (1988, wydanie własne) - War of Rats (1988, wydanie własne) - Messengers from Darkness (1989, wydanie własne) - The Trial (1989, wydanie własne) Inne - 7 černých jezdců / 666 (1990, singel, wydanie własne) - Dema (2003, kompilacja, Lava) - Root / Atomizer (2003, split, AJNA Offensive) |

## Wideografia
- Death Metal Session II. (1988, VHS, Vlasta Henych)
- Hell Tour 2004 (2004, DVD, Sokol)
- The Devil's Diary (2004, VHS, Lava)
- Deep in Root (2006, DVD, Shindy Productions)